# Robert Reyher
Robert Reyher (* 18. Februar 1838 in Berlin; † 8. Mai 1877 in Potsdam) war ein deutscher Zeichner und Kupferstecher.

## Leben
Robert Reyher war der Sohn des Kupferstechers Ernst Adolph Reyher (1809–1865), der als geografischer Kupferstecher in Berlin, ab 1840 in Potsdam arbeitete und ab 1848 die Kupferstecherklasse der Akademie der Künste in Berlin leitete. Wahrscheinlich bekam Robert Reyher die erste Ausbildung bei seinem Vater, bevor er von 1857 bis 1862 an der Kupferstecherschule in Berlin bei Eduard Mandel studierte. Schon in der frühen Zeit entstanden die Stiche von Kasernen und Schulen in Berlin. Nach dem Studium arbeitete er als Reproduktionsstecher und Zeichner vorwiegend für den Berliner Verlag E. H. Schroeder. Ab 1858 stellte er wiederholt in der Akademie der Künste aus. Von 1871 bis 1875 war er Mitglied im Verein Berliner Künstler. Am 8. Mai 1877 ertrank er in der Havel bei Sakrow.

## Werke (Auswahl)

### Frühe Werke
- Die Koenigl. Real- und Elisabeth Schule in Berlin, 1853
- Das Königl. Friedrich Wilhelms Gymnasium in Berlin, 1853
- Kaserne des I. Bataillons Kaiser Franz Grenadier Regiments in Berlin, 1854
- Kaserne des II. Bataillons Kaiser Franz Grenadier Regiments in Berlin, 1854
- Kaserne des Füsilier-Bataillons Kaiser Franz Grenadier Regiments in Berlin, 1854
- Das Koenigliche Cadettenhaus in Berlin, 1854

### Reproduktionen
- Goethe, Stich, 1860
- Raphael, Kupferstich zw. 1860 und 1870 (unter Mandels Leitung)
- Friedrich von Schiller, Stich nach Anton Graff, 1862 (unter Mandels Leitung)
- Maria Mancini, Stich nach einem Porträt von Pierre Mignard, 1869
- Countess Sophie (Zofia) Potocka, Stich nach einem Gemälde aus dem späten 18. Jahrhundert (wahrscheinlich von Louise-Elisabeth Vigée-Lebrun), 1872
- Franz Liszt, Stich nach einer Fotografie von Ferdinand J. Mulnier, um 1873
- Fréderic Chopin, Stich (Radierung) nach Antoine Bovy, um 1873
- Wolfgang Amadeus Mozart, Kupferstich 1873
- Richard Wagner, Kupferstich   ca. 1873
- Ludwig van Beethoven, Stahlstich nach einem angeblich von Edouard Gatteaux gefertigten Relief, ca. 1873
- Ludwig van Beethoven, Stich nach dem Porträt von Ferdinand Schimon, um 1873
- Weitere Porträts von Blücher, General G. L. von Bleicher, dem Afrikareisenden Dr. Heinrich Barth (nach einer Zeichnung von Johann Heinrich Schramm), dem Sozialökonomen H. L. Carey, Lotte (Charlotte Kestner geb. Buff, Werthers Lotte) und Fürst Bismarck.